# Allée couverte du Prieuré
L'allée couverte du Prieuré, dénommée aussi allée couverte de Roh-Prioldi (Roc'h-Prioldi, Prioldi), est une allée couverte située à Baud, dans le département du Morbihan en France.

## Historique
L'édifice  a été découvert en 1969 lors d'une prospection organisée par le syndicat d'initiative de la commune. Il est classé au titre des monuments historiques par arrêté du 6 janvier 1971.

## Description
L'allée couverte mesure environ 11 m de long. Elle est orientée au nord-ouest et ouvre au sud. L'entrée mesure 0,60 m. La chambre mesure en moyenne 1,60 m de large. Elle est séparée de l'antichambre par une dalle transversale. Pratiquement tous les orthostates sont encore en place. Les tables de couverture sont incomplètes. Une seule demeure encore en place mais penche vers le nord-est. La hauteur de la chambre varie de 0,40 m à son extrémité sud-est à 1,10 m à son extrémité nord-ouest.
Toutes les dalles sont en granite feuilleté. Des vestiges d'une structure externe (tumulus?) sont encore visibles. Deux dalles imosantes visibles à quelques mètres au nord pourraient avoir fait partie du monument.